# Tomohiro Yamamoto
Tomohiro Yamamoto (Ebetsu, 5 novembre 1994) è un pallavolista giapponese, libero degli Osaka Bluteon.

## Carriera

### Club
La carriera pallavolistica di Tomohiro Yamamoto inizia nella squadra scolastica del Towa no Mori Sanai, per poi proseguire, dal 2013, in quella universitaria del Nippon Taiiku Daigaku.
Nella stagione 2017-18 esordisce nella massima divisione giapponese con il FC Tokyo; nell'annata successiva passa ai Sakai Blazers, a cui resta legato per cinque stagioni. Nel campionato 2023-24 si accasa ai Panasonic Panthers (in seguito Osaka Bluteon), sempre in V.League Division 1, con cui vince la Coppa dell'Imperatore.

### Nazionale
Nel 2016 ottiene le prime convocazioni nella nazionale giapponese, con cui, nello stesso anno, si aggiudica la medaglia di bronzo alla Coppa asiatica, seguita dallo stesso metallo nel 2017 alla XXIX Universiade e nel 2019 al campionato asiatico e oceaniano: nell'edizione 2021 dello stesso torneo vince l'argento.
Nel 2023 conquista il bronzo alla Volleyball Nations League, l'oro al campionato continentale e l'argento alla Coppa del Mondo, mentre nel 2024 mette al collo l'argento alla Volleyball Nations League.

## Palmarès

### Club
- Coppa dell'Imperatore: 1

2023

### Nazionale (competizioni minori)
- Coppa asiatica 2016
- Universiade 2017

### Premi individuali
- 2019 - Campionato asiatico e oceaniano: Miglior libero
- 2024 - V.League Division 1: Miglior libero
- 2024 - Volleyball Nations League: Miglior libero